# Karasu no oyayubi
Karasu no oyayubi (カラスの親指?), noto anche con il titolo internazionale By Rule of Crow's Thumb, è un film giapponese del 2012.

## Trama
Dopo la morte della moglie e della figlia, Take vive di espedienti e ha perso la voglia di andare avanti; a poco a poco, finisce per coinvolgere l'amico Tetsu, due vicine di casa – le sorelle Mahiro e Yahiro – e Kantaro, il fidanzato di quest'ultima, in una gigantesca truffa.

## Distribuzione
La pellicola ha goduto di una distribuzione a livello nazionale a cura della 20th Century Fox, a partire dal 23 novembre 2012.